# Simaetha castanea
Simaetha castanea là một loài nhện trong họ Salticidae.
Loài này thuộc chi Simaetha. Simaetha castanea được Roger de Lessert miêu tả năm 1927.